# Aurèle Vandendriessche
Aurèle Vandendriessche, född 4 juli 1932, död 17 oktober 2023, var en friidrottare från Belgien. Han deltog vid olympiska sommarspelen 1956, olympiska sommarspelen 1960 och olympiska sommarspelen 1964.